# Herman Dahlberg
Bror Herman Dahlberg, född 18 februari 1860 i Stockholm, död 9 november 1926, var en svensk rättslärd.
Dahlberg blev juris utriusque kandidat 1886, juris licentiat 1893, juris doktor vid Uppsala universitet samt docent i förvaltnings- och rättshistoria samma år, förordnades 1893 att förestå e.o. professuren i speciell privaträtt och var 1898–1925 dess innehavare. Sedan 1892 var han extra lärare i nationalekonomi, ekonomilagfarenhet och kommunalrätt vid Ultuna lantbruksinstitut. Åren 1888–89 studerade han vid tyska universitet och 1890–91 tjänstgjorde han som sekreterare i konstitutionsutskottet. 
Dahlberg var en av Sveriges främste kännare av vattenrätten. I sitt huvudarbete, Om strandäganderätten enligt svensk rätt (1897), hävdade Dahlberg den regeln att rätten till vatten följer med strandäganderätten, en mening, som sedan godtagit en rad stora vattenfallsprocesser, där Kronans regalrätt i vattnet underkänts. Sin uppfattning preciserade Dahlberg vidare i några uppsatser i Ekonomisk tidskrift (1903 och 1905). Han författade även Bidrag till svenska fattiglagstiftningens historia intill midten af adertonde århundradet (1893).